# Убийство Аскольда и Дира

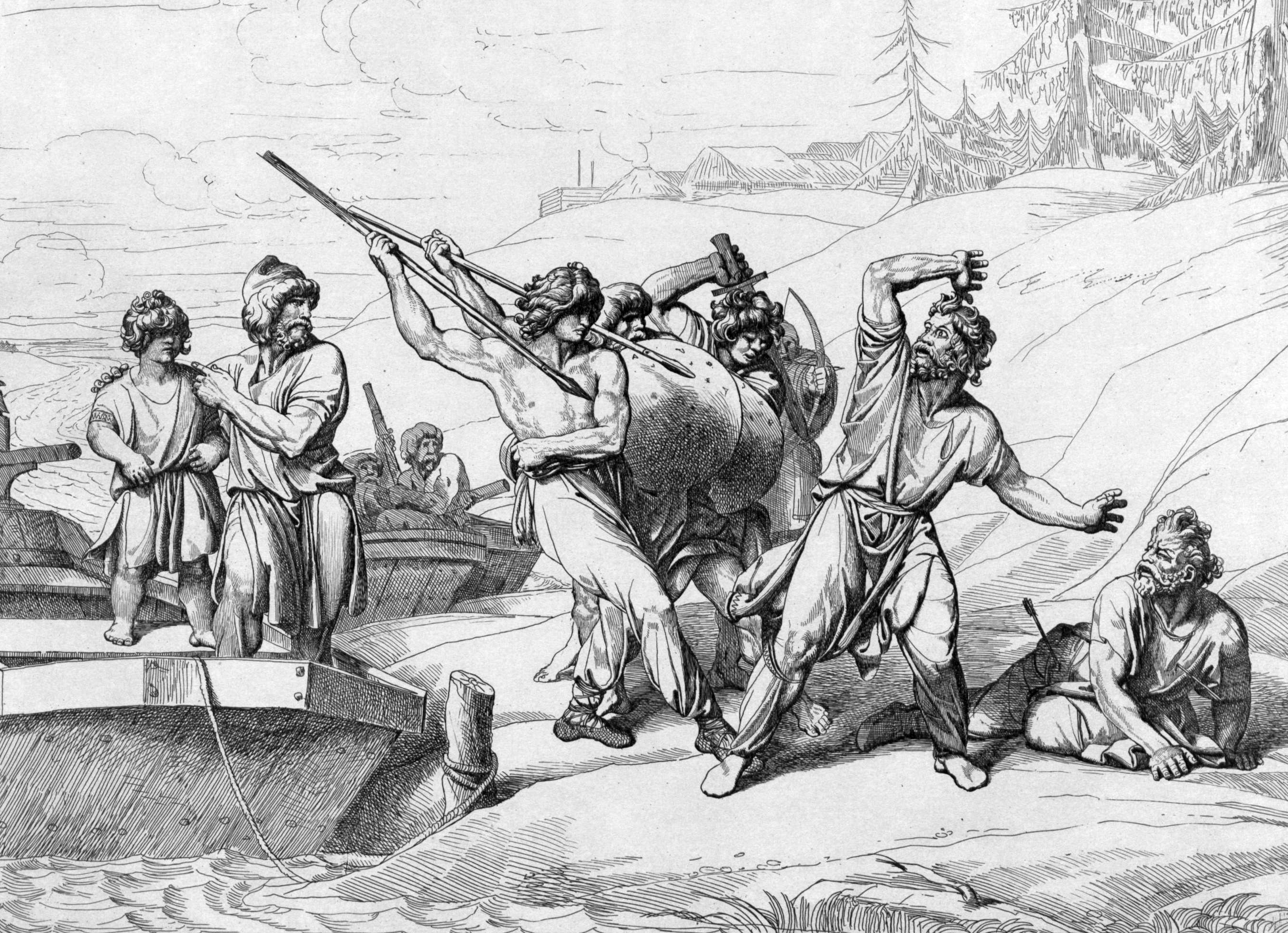
Смерть Аскольда и Дира. Гравюра Ф. А. Бруни, 1839

Уби́йство Аско́льда и Дира — событие, описанное в Повести временных лет и Новгородской первой летописи, в ходе которого новгородский князь и варяг Олег захватил власть в Киеве. Согласно Повести временных лет, произошло в 882 году. Датировка условна, так как летописная легенда была записана через полтора-два века после события. За летописным рассказом стоит реальное событие — насильственный переход власти в Киеве к новой династии — Рюриковичам.
Повесть временных лет:
В год 6390 (882). Выступил в поход Олег, взяв с собою много воинов своих: варягов, чудь, славян, мерю, весь, кривичей, и овладел городом Смоленском и посадил в нем своего мужа. Оттуда отправился вниз, и придя, взял Любеч, и также посадил мужа своего. И пришли к горам киевским, и увидел Олег, что княжат тут Аскольд и Дир, спрятал он воинов в ладьях, а других оставил позади, а сам приступил, неся отрока Игоря. И подошел к Угорской горе, спрятав своих воинов, и послал к Аскольду и Диру, говоря им, что-де «мы купцы, идем в Греки от Олега и княжича Игоря, Придите к нам, к родичам своим». Когда же Аскольд и Дир пришли, выскочили все из ладей, и сказал Олег Аскольду и Диру: «Не князья вы и не княжеского рода, но я княжеского рода», и вынесли Игоря: «А это сын Рюрика». И убили Аскольда и Дира, отнесли на гору и погребли <Аскольда> на горе, которая называется ныне Угорской, где теперь Ольмин двор; на той могиле Ольма поставил церковь святого Николая; а Дирова могила — за церковью святой Ирины. И сел Олег княжить в Киеве, и сказал Олег: «Да будет это мать городам русским».
Новгородская первая летопись младшего извода:
И бысть у него воевода, именем Олег, муж мудр и храбор. И начаста воевати, и налезоста Днепр реку и Смолнеск град. И оттоле поидоша вниз по Днепру, и приидоша к горам кыевъскым, и узреста городъ Кыев, и испыташа, кто в немъ княжить; и реша: «два брата, Асколдъ и Диръ». Игорь же и Олегъ, творящася мимоидуща, и потаистася въ лодьях, и с малою дружиною излезоста на брегъ, творящася подугорьскыми гостьми, и созваста Асколда и Дира. Слезъшима же има, выскакаша прочии воины з лодеи, Игоревы, на брегъ; и рече Игорь ко Асколду: «вы неста князя, ни роду княжа, но азъ есмь князь, и мне достоить княжити». И убиша Асколда и Дира; и абие несъше на гору, и погребоша и Асколда на горе, еже ся ныне Угорьское наричеть, идеже есть дворъ Олминъ; на тои могылѣ постави Олма церковь святого Николу, а Дирева могыла за святою Ириною. И сѣде Игорь, княжа, в Кыевѣ; и беша у него Варязи мужи Словенѣ, и оттолѣ прочии прозвашася Русью.